# Gyulu-Tapa
Gyulu-Tapa (azerbajdzjanska: Güllütəpə) är en ort i Azerbajdzjan.   Den ligger i distriktet Masallı Rayonu, i den sydöstra delen av landet, 190 km sydväst om huvudstaden Baku. Gyulu-Tapa ligger 73 meter över havet och antalet invånare är 2 383.
Terrängen runt Gyulu-Tapa är platt åt nordost, men åt sydväst är den kuperad. Runt Gyulu-Tapa är det ganska tätbefolkat, med 230 invånare per kvadratkilometer.. Närmaste större samhälle är Arkewan, 6,8 km sydost om Gyulu-Tapa.
Trakten runt Gyulu-Tapa består till största delen av jordbruksmark.